# Virginia Huston
Virginia Huston (24 de abril de 1925 - 28 de febrero de 1981) fue una actriz cinematográfica estadounidense cuyo  verdadero nombre era Virginia Houston. Estudió en la Duchesne Catholic School for Girls en Omaha, donde apareció en varios montajes teatrales. Nacida en Wisner, Nebraska, posteriormente Huston aparecería en muchas películas de cine negro y de aventuras de los años cuarenta y cincuenta.
 

En 1945 firmó un contrato con RKO Pictures, y su primera aparición tuvo lugar junto a George Raft en Nocturne (1946), donde una cantante le dobló la voz en una escena. Huston fue la novena actriz en interpretar a Jane, la compañera de Tarzán, apareciendo como ella en Tarzan's Peril (1951). Entre sus otras películas pueden mencionarse Out of the Past (Retorno al pasado) (1947), donde interpreta a la amiga de Robert Mitchum; The Racket (El soborno) (1951); y Sudden Fear (1952). Huston se retiraría del cine en 1952 tras contraer matrimonio con un agente inmobiliario.

## Deceso
Houston falleció de cáncer en 1981.

## Obra

### Filmografía
- Nocturne (1946)
- Out of the Past (1947)
- Flamingo Road (1949)
- The Doolins of Oklahoma (1949)
- Women from Headquarters (1950)
- Tarzan's Peril (1951)
- The Highwayman (1951)
- Flight to Mars (1951)
- The Racket (1951)
- Night Stage to Galveston (1952)
- Sudden Fear (1952)
- Ford Theatre (1953-1954, tres episodios, serie de televisión)
- Knock on Wood (1954)